# House of Pain
House of Pain — американская хип-хоп-группа, состоявшая из Everlast, Danny Boy и DJ Lethal, выпустившая три альбома в 1990-х годах. Наиболее успешной работой группы стал сингл «Jump Around» (1992), занявший высокие строчки в различных чартах, получивший платиновый статус и номинировавшийся на премию «Грэмми». Коллектив распался в 1996 году, но с тех пор несколько раз воссоединялся и проводил концертные туры.

## История

### 1990—1992: основание и успех
В 1990 году Дэниэл О’Коннор (Danny Boy) объединился со своим другом Эриком Шроди (Эверласт), который незадолго до этого выпустил не самый успешный альбом Forever Everlasting (1990). О’Коннор и Шроди были знакомы со школы (оба учились в Средней школе Уильяма Говарда Тафта в Вудленд-Хиллз в 1984—1986 годах) и в подростковом возрасте вместе ходили на хип-хоп-концерты. Они решили основать собственную группу, использовав для её продвижения тот факт, что они оба были американцами ирландского происхождения. Когда Шроди гостил у О’Коннора, он заметил кассету с названием House of Pain — демо-запись панк-рок-группы, которую О’Коннор когда-то пытался собрать. Название так понравилось Шроди, что он предложил использовать его для новой группы. Шроди также привёл в неё диджея Леорса Димантса (DJ Lethal) латышского происхождения, с которым работал ранее. Шроди стал основным рэпером, а О’Коннор взял на себя роль хайпмэна, второго эмси, арт-директора и графического дизайнера группы.
В 1992 году вышел первый альбом группы, получивший название House of Pain и подназвание Fine Malt Lyrics. Первый сингл с альбома, «Jump Around», стал хитом, поднявшись на третью строчку Billboard Hot 100, пятую строчку Hot Rap Songs, тринадцатую Rhythmic Top 40, семнадцатую Hot Dance Club Songs и вершину Hot Dance Music/Maxi-Singles Sales. Сингл получил платиновый статус и был номинирован на 35-ю премию «Грэмми» за лучшее рэп-исполнение дуэтом или группой. Продюсером песни выступил Лоуренс Маггеруд (DJ Muggs), с которым Шроди познакомился во время участия в группе Rhyme Syndicate. Маггеруд давно искал исполнителя для своего нового бита, и в конечном итоге предложил его Шроди, который написал текст к песне и исполнил её. Второй сингл, «Shamrocks and Shenanigans (Boom Shalock Lock Boom)», попал на 65-ю строчку хит-парада Billboard Hot 100, 75-ю Hot R&B/Hip-Hop Songs, 14-ю Dance Club Songs и 74-ю Radio Songs. Альбом достиг 14 места в хит-параде Billboard 200 и Top Current Albums, а также 16-го и 14-го места в американских чартах Billboard Top R&B/Hip-Hop Albums и Top Album Sales. Альбом также получил платиновый статус.

### 1993—1996: Развитие успеха и распад группы
В 1993 году участники группы выступили в роли камео в фильме «Кто этот тип?» Теда Демме. Для фильма была написана одноимённая песня.
В 1994 году вышел второй альбом группы, Same as It Ever Was. Альбом поднялся на 12 строчку британского Billboard 200 и американских Top Current Albums, Top R&B/Hip-Hop Albums и Top Album Sales. Альбом получил золотой статус. Роберт Кристгау, которому не понравился дебютный альбом группы, высоко оценил Same as It Ever Was, описав его как «самый жёсткий хип-хоп года».
В 1996 году группа выпустила третий альбом, Truth Crushed to Earth Shall Rise Again. Альбом поднялся на 47-ю строчку Billboard 200 и американских Top Current Albums и Top Album Sales, а также на 31-ю строчку Top R&B/Hip-Hop Albums. Третий альбом был слабее воспринят и публикой, и критиками.

### 1997 — настоящее время: сольные проекты и воссоединения
После третьего альбома музыканты продолжили вести раздельные карьеры. Шроди выпустил мультиплатиновый альбом Whitey Ford Sings the Blues в 1998 году, Димантс стал участником нью-метал-группы Limp Bizkit, а О’Коннор стал работать фрилансером и принял участие в ряде музыкальных проектов.
В 2009 году участники House of Pain воссоединились для выступления на частном мероприятии Дэйны Уайта. 10 августа 2010 года было официально объявлено о восстановлении группы; первый концерт прошёл 25 сентября 2010 года в рамках фестиваля Epicenter. В 2011 году группа дала тур, к которому не смог присоединиться Димантс из-за участия в Limp Bizkit.
В 2017 году House of Pain повторно воссоединилась для проведения тура 25th Anniversary Tour.

## Дискография
- House of Pain (1992)
- Same as It Ever Was[англ.] (1994)
- Truth Crushed to Earth Shall Rise Again[англ.] (1996)